# Hutto
Hutto é uma cidade localizada no estado norte-americano de Texas, no Condado de Williamson.

## Demografia
Segundo o censo norte-americano de 2000, a sua população era de 1250 habitantes.
Em 2006, foi estimada uma população de 9572, um aumento de 8322 (665.8%).

## Geografia
De acordo com o United States Census Bureau tem uma área de
2,5 km², dos quais 2,5 km² cobertos por terra e 0,0 km² cobertos por água.

## Localidades na vizinhança
O diagrama seguinte representa as localidades num raio de 16 km ao redor de Hutto.